# Beals
Beals és una població dels Estats Units a l'estat de Maine (EUA). Segons el cens del 2000 tenia 618 habitants.

## Demografia
Segons el cens del 2000, Beals tenia 618 habitants, 237 habitatges, i 188 famílies. La densitat de població era de 42 habitants per km².
Dels 237 habitatges en un 34,6% hi vivien nens de menys de 18 anys, en un 69,6% hi vivien parelles casades, en un 6,3% dones solteres, i en un 20,3% no eren unitats familiars. En el 16% dels habitatges hi vivien persones soles el 9,3% de les quals corresponia a persones de 65 anys o més que vivien soles. El nombre mitjà de persones vivint en cada habitatge era de 2,55 i el nombre mitjà de persones que vivien en cada família era de 2,85.
Per edats la població es repartia de la següent manera: un 24,9% tenia menys de 18 anys, un 5,8% entre 18 i 24, un 27,5% entre 25 i 44, un 24,3% de 45 a 60 i un 17,5% 65 anys o més.
L'edat mediana era de 40 anys. Per cada 100 dones de 18 o més anys hi havia 104,4 homes.
La renda mediana per habitatge era de 29.375 $ i la renda mediana per família de 31.458 $. Els homes tenien una renda mediana de 28.125 $ mentre que les dones 24.167 $. La renda per capita de la població era de 13.133 $. Entorn del 10,6% de les famílies i el 16,7% de la població estaven per davall del llindar de pobresa.